# Dancsó Péter
Dancsó Péter (Budapest, 1987. október 16. –) magyar videoblogger, fotográfus, operatőr, vágó és televíziós műsorvezető. A YouTube videómegosztón vált ismertté, először mint amatőr filmkritikus, magyar játékfilmeket kritizálva és később parodizálva is. Ezen kívül time-lapse videókat, videóklipet, rövidfilmeket és más amatőrfilmes munkákat is készített és készít; részt vett Puzsér Róbert több előadásán mint társelőadó (ezeket elsősorban rádióműsorok formájában rögzítették), illetve különféle médiajelenségeket – mint például magyar játékfilmeket, társadalmi reklámfilmeket, rendezőket, valóságshowkat, videobloggereket – parodizált, továbbá 2015-ben a közönség szavazataival a Ki Mit Tube című online tehetségkutatóban volt zsűritag. A 2020-ban induló Álarcos Énekes egyik zsűritagja lett.
Videói többségét a Videómánia nevű YouTube-csatornájára töltötte fel, több százezer feliratkozót szerezve, ezáltal a Videómánia lett Magyarország egyik legnépszerűbb YouTube-csatornája. A Videómánia volt az első olyan magyar nyelvű YouTube-csatorna, ami átlépte az egymilliós feliratkozószámot.

## Csatornái
Saját csatornáját 2006. augusztus 13-án indította, a Videómánia csatornát pedig 2010. június 27-én regisztrálta. Videóinak többségét otthonában forgatta le, egykori videói jellegzetes helyszíne volt a poszterfal, melyen kedvenc filmjeinek poszterei láthatóak. Kezdetben magyar filmekkel foglalkozott, de később kibővítette palettáját nemzetközi sikerfilmek és az Asylum stúdió Zs-kategóriás filmjeinek bemutatására is. Stílusát a szarkasztikus látásmód határozza meg, a filmeket is ilyen szemlélettel mutatja be. Bemutatóit más filmekből bevágott jelenetekkel színesíti, és gyakran alkalmaz visszatérő felvételeket. Nem szereti, ha videobloggerként tekintenek rá, ezért létrehozta alteregóját, CHXYSW2:)64-et, mely karakter bőrébe bújva figurázza ki a videobloggereket.
A Google 2014-es adatai alapján a Videómánia a legnépszerűbb magyarországi YouTube-csatorna volt, ezenkívül Dancsó Péter személyes csatornája a 7. helyen szerepelt. Videóinak többségét szobájában forgatta le, különböző filmek posztereivel a háttérben. Magyarországon elsőként töltött fel a videomegosztó portálra time-lapse videót Budapestről. A Videómánia nézőinek körülbelül 80%-a férfi és 20%-a nő. A nézők kis hányada 13-17 év közötti (16%), a túlnyomó többség 18-24 (47%) vagy 25-34 év közötti (23%). 2017. január 12-én a Videómánia elérte a hatszázezredik feliratkozót.
A Videómánia 2018 januárjában elérte a 750 000, majd 2018 márciusában a 800 000 feliratkozót. 2018 júliusában már 900 000-en, szeptemberben pedig 950 000-en követték a Videómánia csatornát. 2018. december 25-én az első magyar nyelvű csatornaként elsőként lépte át az egymilliós határt. Egy 2017-es felmérés szerint a 10-29 éves korosztályban a csatorna a három legnézettebb közé tartozott a YouTube-videomegosztón.

## Tanulmányai
Dancsó Péter a budapesti Moholy-Nagy Művészeti Egyetem mesterszakán média design szakon végzett 2012-ben.

## Médiaszereplései
2015 őszén a Viasat 6 elindította a Nethuszár című műsort, melynek vezetését Dancsó Péterre bízták. A Nethuszár a legnagyobb magyar YouTube csatornákat mutatta be. A műsor október 31-től szombat délelőttönként volt látható a csatornán. A Valami Amerika 3. egy jelenetében cameoszerepben tűnt fel. 2020-ban az RTL Klub Álarcos Énekes című műsorának első évadában „nyomozó” volt.

## Megítélése
A HVG szerint „ha létezik Magyarországon popsztár, akkor az Dancsó Péter”, akinek OVS Fesztiválon tartott dedikálására többen jelentek meg, mint bármelyik másik programon a fesztiválon, ugyanakkor rajongói táborának hangos és aktív részét kamaszok alkotják. Magát a (párt)politikától függetlennek tartja.